# І ще одна ніч Шахерезади…
«І ще одна ніч Шахерезади…» — радянський художній фільм 1984 року, знятий режисером Тахіром Сабіровим на кіностудії «Таджикфільм».

## Сюжет
І продовжила чудова Шахерезада дозволені промови, і розповіла дивовижну історію, героями якої стали сам каліф, його злісний та заздрісний візир, дочка каліфа Маліка та закоханий у неї юнак.

## У ролях
- Олена Тонунц — Шахерезада
- Адель Аль-Хадад — Азамат
- Лариса Бєлогурова — принцеса Маліка, дочка каліфа
- Тахір Сабіров — каліф
- Шариф Кабулов — візир
- Бурхон Раджабов — купець Карабай
- Тамара Яндієва — Анора, дочка купця Карабая
- Галіб Ісламов — Музаффар, батько Азамата
- Дільбар Умарова — Айша, мати Азамата
- Саттар Дікамбаєв — Чингіз, ватажок шайки розбійників
- Набі Рахімов — суддя
- Нурулло Абдуллаєв — епізод
- Іногам Адилов — розбійник
- Д. Ашуров — епізод
- А. Беганчієв — епізод
- Х. Кабілджанова — епізод
- Музаффар Маджидов — епізод
- Садик Мурадов — Анвар-розбійник
- Махамадалі Мухамадієв — епізод
- С. Орагвелідзе — епізод
- Володимир Птіцин — епізод
- Рано Хашимова — епізод
- Фармон Ергашев — епізод
- Шамсітдін Юллієв — булочник
- Рушана Султанова — епізод
- Гада Башшур — епізод
- Галія Ізмайлова — епізод
- Маліка Калантарова — епізод
- Фажер — епізод
- Джамал Хашимов — Джамал, розбійник
- Тухтасин Мурадов — епізод

## Знімальна група
- Режисер — Тахір Сабіров
- Сценаристи — Валерій Карен, Тахір Сабіров
- Оператор — Володимир Клімов
- Композитор — Геннадій Александров
- Художник — Володимир Птіцин